# 바스락의 종족 목록
이 목록은 영국의 작가 차이나 미에빌이 고안한 세계, 바스락의 종족들에 관한 것이다. 이 종족들은 소설 《퍼디도 스트리트 정거장》, 《상처》, 그리고 《Iron Council》에 등장한다.

## 인간형 종족

### 인간(Humans)
인간은 뉴크로부존은 물론 바스락에서도 다수 종족인 것으로 추정된다. 여러 면에서 현실 세계의 인간과 같은 것으로 보이지만 다수가 마법을 사용할 수 있는 능력을 보유하고 있다. 인간이 아닌 지각 있는 종족은 통칭 '비인간 종족'(xenian)으로 불리는데, '외래의'라는 의미의 그리스어 접두사 xeno-로부터 나온 것으로 보인다.

## 기타 주요 종족(비인간 종족)

### 캑터케이(Cactacae)
캑터케이는 거구의 식물 인간으로, 인간보다 더 크게 자라는 경우도 있다. 캑터케이는 봄에 꽃을 피우며, 피부의 마모가 심한 부분에서는 가시가 빠진다. 어린 캑터케이들은 땅에서 자라나오지만, 그들도 포유동물처럼 수유를 한다. 혈액 대신 수액을 지니고 있으며, 잘 때는 서서 잔다. 어마어마한 힘으로 유명해서, 종종 노동자나 경호원으로 고용되기도 한다. 캑터테이의 신체는 나무로 된 뼈와 섬유질로 구성되어 있어서, 통상적인 무기로는 죽이거나 상처입히기 힘든 것으로 악명 높다. 총탄은 아무 해를 미치지 못하고 몸을 관통하기 일쑤이다. 뉴크로부존에서 캑터케이의 공동체는 명목상 도시 내부에서 독립적인 자치체로 성립되도록 허락받은 '온실(The Glasshouse)' 주위에 밀집되어 있다. 《Iron Council》에서, 그들은 군부 밑에서 일하면서 캑터케이의 수족을 자를 수 있게 금속 원반을 고속 회전시켜 발사하는 대형 석궁처럼 생긴 무기 벽궁(劈弓, Rivebow)을 사용하는 것으로 묘사되어 있다.

### 크레이(Cray)
(귀 뒤에 튀어나온 아가미를 제외하면) 허리 위로는 인간이며 허리 아래로는 가재를 닮은 수생 종족이다. 그들은 오징어를 양식하여 사냥하는 데 쓴다. 규모 면에서 뉴크로부존에 맞먹을 만한 수중 도시인 샐크리캘터에 많은 수가 살고 있다.

### 가루다(Garuda)
가루다는 반인반조(半人半鳥)의 유랑 종족이다. 대부분 부족이 살고 있는 사이멕 사막 출신으로, 개인주의적인 가치를 엄격히 고수하는 수렵민족이다. 새의 머리와 발을 지닌, 날개 달린 인간과 비슷하게 생겼다. 뉴크로부존에도 가루다들의 작은 게토가 형성되어 있으며, 《Iron Council》에서 소수의 가루다가 캐코토픽스테인 가까운 곳에서 살고 있는 것으로 묘사되어 있다. 가루다의 사회 규범은 선택의 자유에 기초하고 있다. 모든 범죄는, 다른 존재로부터 선택의 여지를 박탈하는 선택권 침해의 형태로 귀결된다(가장 심각한 두 가지 범죄는, 장래 다른 모든 선택의 여지를 박탈하는 강간과 살인이다) 그들의 이름인 가루다는 힌두 신화로부터 유래한 것이다.

### 케프리(Khepri)
케프리는 딱정벌레를 닮은 인간형 종족이다. 여자 케프리는 인간 여자와 대단히 유사한 신체를 지니고 있지만, 피부는 붉은빛이고 커다란 딱정벌레 모양의 머리가 있다. 그들은 머리발의 움직임과 화학물질 분비를 통해 의사소통한다. 발성을 할 수 없기 때문에, 대부분은 인간과 대화할 때 그냥 글을 쓰지만, 일부 케프리는 수화를 사용하기도 한다. 여자 케프리는 예술가로 유명해서, 색과일을 소화시킨 생물학적 배설물을 사용하여 깜짝 놀랄 정도로 세련된 유기 예술품을 만든다. 반면 남자 케프리는 인간형 신체가 없는 가재 크기의 의식 없는 딱정벌레이다. 그들은 남자가 여자의 딱정벌레 머리 부분에 달라붙어 사정하는 것으로 짝짓기를 하는데, 여자 케프리들은 이를 아주 불쾌하게 여긴다.
지금까지 소설 속에서 두 가지 상이한 케프리의 신앙 체계가 언급되었다. 가장 두드러지는 케프리 신앙은 경이로운 어머니(Awesome Broodma; broodma는 케프리들의 언어로 "어머니"에 대응하는 단어이다)라 불리는 대모신(大母神)을 중심으로 한 다신교이다. 다른 여신들은 예술가와 유모, 그리고 난폭한 자매들(Tough Sisters)이라 불리는 세 여전사처럼 여자 케프리들을 규정짓는 특성에 따라 명명된 것으로 보인다. 두 번째 종교는 곤충의 측면(Insect Aspect)이라는 것으로, 남성 케프리의 순수한 곤충으로서의 성질이 그들을 여성보다 우월한 입장에 서게 하며, 여성들은 의식을 지니지 않은 남성 배우자를 섬기기 위해 존재한다는 견해를 지니고 있다.
케프리 종족을 어떻게 착상하게 되었는가에 관해, 미에빌은 이렇게 말했다.
"케프리는, 떠오르는 태양과 변화를 상징하는 고대 이집트 신화의 신이다. 그는 딱정벌레 모양의 머리를 인 인간의 형태로 묘사되어 있다. 이런 착상 과정에서 내키는 대로 여기저기서 훔쳐서 편의적으로 써먹었다고 해야겠지. 나는 이런저런 신화들을 뒤져보긴 했지만, 예로부터 이어져 온 상징에 대한 경외심 같은 걸 품지는 않는다. 내 작품 속 세계에 등장하는 케프리는 변화의 상징이니 뭐니 하는 따위의 것은 아니다."

### 리메이드(Remade)
리메이드는 대개(항상 그런 건 아니지만) 무자비하고 기이한 처벌의 산물이다. 뉴크로부존 시정부가 범죄자를 수감하지 않고 처벌 공장으로 이송하면, 거기서 생체마법사는 여러 방식으로 그들의 육체를 왜곡하고 조작한다. 몇몇에게는 특정 용도로 사용되도록 기계를 이식하고, 또 몇몇은 그들의 신체에 수족이나 장기를 이식하여 기형으로 만든다. 리메이드는 대체로 가엾고 불쌍한 존재들이지만, 악명 높은 사마귀 팔 잭(Jack Half-A-Prayer) 같은 몇몇 리메이드들은 개조된 신체의 기능을 유리한 쪽으로 이용하여 반정부적 영웅이 되는 경우도 있다.

### 보디야노이(Vodyanoi)
보디야노이는 수생 종족이다. 그들은 물갈퀴가 있는 손발을 지닌, 뚱뚱한 개구리 같이 생겼다. 그들은 일시적으로 물을 고체 상태로 만들 수 있는 물 마법에 능하다. 보디야노이 부두 노동자들이 파업을 할 때 강 속에 물의 벽을 만들어 10피트 너비의 구멍을 내자, 배들이 강을 지나갈 수 없게 되어 거래와 운송이 중단된 적이 있다.
보디야노이들은 종종 물의 정령인 운딘과 계약을 맺어, 운딘이 보디야노이의 몸에서 사는 대신, 보디야노이들이 더 오랜 시간 물 밖에서도 안전하게 지낼 수 있도록 피부의 수분을 일시적으로 유지시켜 주는 공생 관계를 형성하기도 한다. 보디야노이는 보통 물 밖에서는 하루 이상 살 수 없으며, 염수에서도 살 수 없다. 이들은 러시아 민담에서 유래했다.

## 소수 종족

### 아노펠리(Anophelii)
모기를 닮은 생물(단수형 아노펠레오스). 여성은 이상하게 몸을 구부린, 비쩍 마른 인간 여자를 닮았으며, 노처럼 생긴 커다란 날개를 쳐서 먹이를 향해 날아간다. 입으로부터 1.5 피트 길이의 가느다란 주둥이가 튀어나오며, 이것을 먹이의 체내로 찔러넣어 체액을 빨아먹는다. 여성 아노펠리는 무자비하고 피에 굶주려 있으며, 흡혈 직후가 아니면 매우 위험하다. 양성 모두 동등한 수준의 지능을 보유하고 있다. 그들은 피를 통해 모든 영양분을 흡수한다(즉시 피가 응고하는 스캡메틀러와 혈액이 없는 캑터케이들은 그들로부터 안전하다). 남성은 입을 제외하면 땅딸막한 인간 남성처럼 생겼다. (작품의 묘사에 따르면) 아노펠리 남성의 입에는 턱이 없고, 대신 항문 같이 생긴 괄약근으로 이루어져 있는데, 이는 그들이 피를 빨지 않고, 대신 꽃으로부터 꿀을 빨아먹기 때문이다(실제 모기의 생태를 반영한 듯). 아노펠리는 특정한 섬 한 곳에서만 살아왔지만, 예전에 말라리얼 왕국이라는 국가의 형태로 세계의 대부분을 지배했던 적도 있다. 《상처》에만 나온다.

### 딱정벌레족(Beetle-people)
어린 아이만한 크기의, 직립하는 딱정벌레 종족이다. 그들 가운데 일부는 켈론이라는 이름의 거대한 거북이에 붙어서 살고 있다. 그들의 신체 구조는 곤충을 구성하는 물질로 이루어져 있다.

### 돌고래(Dolphins)
바스락의 돌고래들은 현실 세계의 돌고래보다 훨씬 지적인 종족이다. 바스타드 존이라는 이름으로 통하는 돌고래 족의 일원은 아마다의 보안과장으로 일한다.

### 게신(Gessin)
《Iron Council》에는 현상금 사냥꾼으로 활동하는 게신 하나가 언급된다. 특수한 종류의 갑옷을 사용하는 것 말고는 아무것도 알려진 것이 없다.

### 그린딜로(Grindylow)
《상처》에 나오는, 막강하고 잔인하며 수수께끼에 싸인 (뱀장어와 바이퍼피시 중간쯤 되는) 반어인 종족이다. 염수와 담수 양쪽 모두는 물론, 물 밖에서도 살 수 있다. 고래와 크레이를 포함한 다양한 수생 생물체와 정신 감응으로 의사소통할 수 있다. 그들의 이름은 영국 동화책에 나오는 괴물로부터 유래한 것이다. 또한 그린딜로는 좀 더 유순한 형태로 해리 포터 시리즈에도 등장한다. 미에빌의 작품에 등장하는 그린딜로는 크툴후 신화의 해저인(the Deep Ones)과 비슷하다.

### 핸들링어(Handlingers)
숙주의 정신을 지배하는, 의식 있는 기생 생물로, 몸뚱이가 없는 손 모양이다. 이들은 두 가지 종류가 있다. 왼손이(sinistral)는 귀족 계급이며, 오른손이(dextrier)는 전사 계급이다. 왼손이들은 인간의 왼손을 닮았고, 오른손이들은 인간의 오른손처럼 생겼다. 오른손이들은 숙주를 얻게 되면, 하늘을 날거나, 불을 뿜거나, 엄청난 물리적 힘을 구사하거나 하는 등등의 여러 가지 초자연적인 능력을 사용할 수 있게 된다. 왼손이는 숙주를 조종하는 오른손이의 능력을 무력화시킬 수 있는 힘이 있어서, 오른손이들을 쓸모 없게 만들 수도 있다. 오른손이들과 왼손이들은 보통 짝을 지어 정찰이나 전투에 임한다. 오른손이들이 대부분의 공격을 담당하는 동안, 왼손이는 명령을 내리는 역할을 한다.

### 핫치(Hotchi)
거대한 닭을 탄 인간형 호저로 묘사되는 종족으로, 루드우드라는 뉴크로부존 외곽의 광대한 숲속에서 주로 살고 있다. 이들은 인간 부모에게서 태어나 커다란 닭을 타고 다니게 된 반인반호저에 관한 게르만 민담 '고슴도치 한스'에서 영향을 받은 것으로 보인다.

### 인치먼(Inchmen)
허리 아래로는 애벌레이고 허리 위로는 흡사 인간에 가까운 종족이다. 날카로운 이빨이 가득 찬 턱을 지니고 있으며, 난폭하고 야만적인 성격으로 유명하다. 애벌레처럼 몸을 움츠렸다 폈다 하면서 움직인다. 캐코토픽스테인이라는 지역에 자주 나타난다.

### 로기스(Llorgiss)
구체적으로 설명되지 않은 종족. 그들에 관해 알려져 있는 것이라고는 세 개의 다리가 달린 원통형 몸체를 지니고 있으며, 마찬가지로 아마 세 개의 팔이 달렸으리라는 것 정도다(《Iron Council》에서, 로기스 군인이 세 개의 칼을 휘두르는 것으로 묘사된다). 명칭은 러브크래프트의 작품 속에 등장하는 신적 존재의 이름인 로이거(Lloigor)에서 나온 것 같다. 러브크래프트에 대한 미에빌의 공공연한 헌사와, 다른 신화 체계의 요소를 쉽게 차용하는 그의 경향을 고려해 볼 때, 로기스는 러브크래프트가 만들어낸 생물 가운데 Elder Things와 상당히 유사한 것으로 보인다. 이 점은 로기스 각 개체가 3면 대칭이라는 묘사에서 분명히 드러난다.

### 멘피시(Menfish)
아마다에서만 볼 수 있는 수생 종족이다. 그들은 아마다의 바스크에서 살고 있지만, 대부분의 시간을 도시 아래 수중에서 보낸다. 멘피시의 외양은 도롱뇽과 비슷하다고 한다.

### 스캡메틀러(Scabmettler)
땅딸막한 잿빛 피부의 인간을 닮은 생물로, 출혈이 일어나면 순식간에 굳어 단단한 보호막이 되는 피를 지니고 있다. 그들에게는 응고를 지연시키는 특별한 약초를 사용하여 피로 갑옷을 만드는 기술이 있다. 체내의 모든 피가 한꺼번에 응고하여 몸이 굳는 것을 막기 위해, 이 약초를 빈번하게 음용하는 관습이 있다. 급격한 혈액 응고 때문에 날이 선 무기로는 피해를 입힐 수 없어, 망치로 내리치듯 짓밟는 동작이 두드러지는, 독특한 무술이자 격투기인 모투 크루트, 즉 태술(mortu krutt, 跆術)을 구사한다. 그들의 독특한 신체적 특징은 종교에 영향을 미쳤다. 비가 내리면 그들은 하늘이 피를 흘린다고 생각하며 슬퍼한다. 스캡메틀러들은 아마다 시 섀들러 지구에서만 볼 수 있다.

### 스틸츠피어(Stiltspear)
철도가 건설되면서 늪지대의 주거지가 파괴된 이후 멸종 위기에 몰린 스틸츠피어는, 곤충 같은 다리와 사냥을 할 때 사용하는 창처럼 생긴 대칭형 손을 지닌 4족 보행 종족이다. 《Iron Council》에서, 고양이를 닮은 몸뚱이에 난 방수 능력이 있는 털 덕분에 물 위에 떠서 흔적을 남기지 않고 강을 건너는 모습이 묘사되어 있다. 또한 숲속에서 위장할 수 있도록 해 주는 마법 물질을 분비선으로 배출할 수 있다. 그들은 여러 가지 신기한 능력을 지니고 있는데, 그 가운데는 체세포 마법을 통해 골렘을 제조하는 기술이나, 사냥할 때 "시간의 흐름을 분리시키는" 노래가 포함된다. 《Iron Council》의 주인공인 주다 로에게 골렘 제조기술을 가르친 것도 스틸츠피어이다.

### 스트라이더(Striders)
보리내치라고도 알려져 있는 이들은 비비와 아프리카인을 반씩 닮은 커다란 얼굴이 있는 유제류처럼 생겼다. 생활방식은 원시적이나 자부심이 강하며, 대상(隊商)을 이루어 뉴크로부존 남부 평원을 여행한다. 다관절 수족을 움직여 다른 차원을 넘나드는데, 이 능력은 스트라이더 종족간 전쟁에서 이용되기도 한다.

### 타나티(Thanati)
하이크롬렉에 거주하는 타나티는 도시를 감독하는 언데드 귀족 계급이다. 미에빌은 그들을 "입을 꿰맨 리치(lich)들로, 무두질한 가죽 같은 피부에 아름다운 옷을 걸치고 있다"고 묘사했다.

### 트로(Trow)
혈거족(穴居族)이라고도 하는 동굴 거주 종족으로, 그 명칭은 던전 앤 드래곤의 드로(Drow)에서 유래한 것이거나(미에빌은 종종 인터뷰에서 롤플레잉 게임 관련 서적들을 읽고 직접 게임을 하기도 한다고 밝혔다), 노르드 어의 "trowe", 즉 트롤에서 나온 것으로 보인다.

### 뱀파이어(Vampir)
뱀파이어는 엄청난 순발력과 힘을 지니고 있고, 마법을 사용하며, 정해진 수명에 구애받지 않고 살 수 있는 흡혈 종족이다. 그들은 인간의 피를 마시고 그 양에 비례하는 힘을 얻는데, 햇빛에는 대단히 약하다. 뉴크로부존에서 그들은 정체를 감추고 인간 행세를 하며 살고 있지만, 아마다에서 브루콜랙이 통치하는 배에서는 공공연히 정체를 드러낸 채 살고 있다. 두 도시 다 그들은 공포와 경외의 대상이지만, 하이크롬렉에서 그들은 비사자(非死者, ab-dead)라는 이름의 하층 계급을 구성하며 인간에게서 피를 구걸하여 연명한다. 바스락에서 흡혈 성향은 박테리아 감염으로 인해 발생하는 질병으로, 전문용어로는 혐광성 혈구파지(嫌光性 血球phagy, photophobic haemophagy)라고 한다.

### 위어먼(Wyrmen)
종족으로 간주하긴 어렵지만, 위어먼은 어느 정도의 지각 능력을 갖춘, 가고일을 닮은 비행 생물체이다. 1피트 정도 길이에, 밝은 붉은색 피부와 작은 박쥐 날개를 갖고 있다. 위어먼은 사람의 손처럼 생긴 발을 이용하여 걸을 수 있다. 사람에게 달라붙어 성가시게 구는 습성이 있으며, 인간의 단어에서 아무렇게나 따온 것으로 보이는 이상한 이름을 갖고 있다. 무식하고 천박하며, 매사에 잘 웃는다. 제한적이나마 말을 할 수 있으며, 종종 다른 종족들이 맡긴 정찰이나 심부름 같은 일을 처리해 준다.

## 신과 기타 생명체

### 아콘(Archons)
직접 묘사되지는 않지만, 아콘들은 악마들과 연관되어 언급되므로, 다른 차원의 존재, 어쩌면 바스락의 세계에서 천사에 해당하는 것일지도 모른다.

### 아방(Avanc)
아방은 《상처》에만 등장하는, 가늠할 수 없을 정도로 거대한 신화적 바다 괴물이다. 풀먼(전기의 정령)을 미끼 삼아, 차원을 통과할 정도로 깊은 심연으로부터 끌어낼 수 있다(아방은 다른 차원의 생명체로 추정된다) 잡은 아방은 마약에 중독시켜 아마다를 견인하도록 하는 데 쓴다. 아방은 웨일즈 신화의 괴물인 아팡에서 착상한 것이다(웨일즈어에서 f 하나는 잉글랜드어에서 v로 발음된다)

### 악마(Daemon)
'지옥'의 악마는 뉴크로부존에 대사관을 설치한 의식 있는 종족이다. 그들은 뉴크로부존 시정부와 계약을 맺고 있는 것으로 알려져 있다. 저주 받은 자들의 영혼을, 차르라는 악마(미에빌 자신의 사회주의자로서의 신념에 대한 아이러니한 긍정인 듯)가 통치하는 바스락의 지옥으로 끌고 간다는 것을 제외하면, 그외에 알려져 있는 것은 거의 없다.

### 컨스트럭트 의회(Construct Council)
컨스트럭트 의회는 어마어마한 수의 컨스트럭트(고도로 진보된 프로그램을 갖춘 컴퓨터 같은 기계)들이 상호 연결된 결과 마침내 의식을 획득하게 된 인공 지능이다. 이런 현상은 아주 드물게 무작위적으로 일어나는 것으로, 이제 의회는 새로 의식을 얻게 된 모든 컨스트럭트들을 면밀히 주시하며, 자신의 일부로 통합시켜 조종하고 있다. 의회는 뉴크로부존의 쓰레기 하치장에 모습을 숨기고 있어서 도시의 살아 있는 거주자들 거의 대부분, 심지어 시정부마저도 그 존재를 모르고 있다. 하지만 의회에게는 컨스트럭트가 아닌 수백 명의 추종자들이 있고, 그들은 의회를 신으로 숭배하며 밀교를 형성한다. 《Iron Council》에 나오는 역사적 기록을 보면, 훗날 의회는 도시 전체를 기계로 바꿔놓으려다가 적발되어 파괴당했다고 한다.

### 직조자(Weavers)
차원을 건너는 능력을 지닌, 거대한 거미처럼 생긴 존재로, 그들은 바스락에서 머무는 것을 예술 활동의 연장으로 간주한다. 그들은 그 어마어마한 힘을 사용하여 특유의 미적 감각과 관련된 사건에 개입하며, 특히 큰 이변이 일어나기 직전에는 가장 먼저 나타난다. 직조자들은 마치 시 같은 분절된 단어들의 흐름으로 말하기 때문에 그들의 언행을 예측하는 건 완전히 불가능하다. 《퍼디도 스트리트 정거장》에 등장하는 직조자는 가위에 병적으로 집착하는 특징이 있었지만, 이런 집착은 시리즈 내에서 가장 최근의 것일 뿐, 언제든 예고 없이 완전히 엉뚱한 것으로 변할 수도 있다. 《Iron Council》에도 직조자가 등장하는데, 《퍼디도 스트리트 정거장》에서 등장한 것과 같은 직조자인지 아닌지는 명확하지 않지만, 철도 파업을 촉발하고 노조를 형성하는 등 사회경제적 혁명을 옹호하는 입장에 선다.

## 고스트헤드(Ghosthead)
《상처》에서, 유서 돌의 힘과 영향력의 상당 부분은, 멸망한 것으로 알려진 고스트헤드라는 종족에 대한 고고학자로서의 전문 지식으로부터 나온 것이다. 그들은 확률을 조작하고 '채굴'함으로써 바스락 세계의 수많은 잠재적 가능태들을 제거하는 힘을 지니고 있었으며, 이를 바탕으로 모든 목표물을 가능한 모든 수단으로 동시에 공격하는 믿을 수 없을 정도로 강력한 무기와, 건축 불가능한 건물과, 현실을 왜곡시키는 장치를 만들었다. 상세한 설명은 남아 있지 않지만, 돌은 관찰자의 선호나 관념에 따라 다른 형태를 취하는 '확률검(Possible Sword)'에 대한 자신의 지식에 기초하여 이를 이론화하였다.
고스트헤드의 외양이나 생김새에 관해서는, 현존하는 어느 종족과도 다르다는 것을 제외하면 알려져 있는 것이 거의 없다. 전해지는 이야기에 의하면, 그들은 주기적으로 모성(母星)의 중력에 붙들리는 얼어붙은 세계로부터 바스락을 침공하여, 거의 파괴 직전의 상태까지 세계를 채굴했다고 하는데, 인간과 다른 종족들의 반격으로 패퇴하였을 거라고 돌은 추측한다. 그는 '상처(the Scar)'가 그들의 굴착으로 인한 부산물이며, 고스트헤드의 확률 채굴의 결과 바스락 세계에는 다양하고 복잡한 비현실계들이 존재하게 되었을 거라 확신하고 있다.
과거 고스트헤드 제국은 지금의 '갈라진 땅(the Fractured Land)'이라고 알려져 있는, 공포와 뜬소문의 대상인 지역에 위치하고 있었다 한다. 어떤 사람들은 《퍼디도 스트리트 정거장》에 나오는 슬레이크 나방이 '갈라진 땅'에서 왔다고 추측한다.

## 정령(Elementals)
정령들을 소환하여 적에게 그 힘을 분출시키는 기술에 능한 정령술사들이 있긴 하지만, 정령들은 난폭하고 대개는 길들일 수 없는 존재들이다. 다양한 정령들이 존재하는데, 《Iron Council》에서는 역사의 정령과 나무의 정령, 유리의 정령들이 언급되어 있다.

### 물: 운딘(Undines)
종종 보디야노이와 호혜적인 계약을 맺는 담수의 정령이다.

### 전기: 풀먼(Fulmen)
끊임 없이 형태를 바꾸는 번개와 전기의 정령으로, 강한 번개 구름이 생기면 그 속에서 날뛰곤 한다. 강력한 마법 주문에서 힘의 근원으로 사용된다.

### 흙: 슈드너(Shudners)
지나가듯이 언급되고 실제로 묘사된 적은 없다.

### 불: 야그(Yags)
야그는 불타는 개 또는 하이에나를 닮은 불의 정령이다.

### 공기: 루프트가이스트(Luftgeists)
바람으로 이루어진 인간의 형태를 한 공기의 정령이다.

### 육체: 프로즘(proasm, 복수형 프로즈메이Proasmae)
지방과 뼛조각, 젖어서 질퍽거리는 생살의 덩어리인 프로즘은 육체의 정령으로, 적들의 몸을 헤치고 전진하면서 자신의 덩치를 키운다.

### 달빛: 펙캐리언(Fegkarions)
풀먼처럼, 펙캐리언은 끊임없이 형태를 바꾼다. 아주 강력한 힘을 지닌 존재로, 전설적이라 할 만큼 보기 드물다.